# Електронен аналог
Електронни аналози се наричат атоми, които в последния слой имат равен брой електрони в еднакви по вид подслоеве, при сходно запълване на предпоследния слой.[източник? (Поискан днес)]